# 안쪽섬유띠
안쪽섬유띠 (안쪽纖維띠, medial lemniscus) 또는 내측섬유대 또는 내측모대는 접촉, 압력, 진동 따위의 감각을 전달하는 신경 섬유가 숨뇌에서 이차 신경 세포와 연접을 이루고, 이것의 신경 섬유가 반대쪽으로 가로지르고 올라가는 다발이다. 레일의 리본(Reil's ribbon)이라고도 불린다.

## 안쪽섬유띠 교차
안쪽섬유띠 교차는 숨뇌의 아랫부분에서 양쪽 널판핵과 쐐기핵에서 일어난 신경 섬유가 서로 반대 방향으로 가로지르는 일을 말한다. 교차한 후 시상까지 올라가는 다발을 안쪽 섬유띠라고 하며 접촉, 압력, 진동, 두 점 사이의 분별 감각을 전달한다.

## 같이 보기
- 피라미드로
- 배쪽 피개부(Ventral tegmental area)
- 등쪽기둥–안쪽섬유띠 경로
- 마름섬유체(trapezoid body)